# توماس شالمرز روبرتسون
توماس شالمرز روبرتسون (بالإنجليزية: Thomas Chalmers Robertson)‏ هو عالم طبيعي وصحفي جنوب أفريقي، ولد في 15 سبتمبر 1907، وتوفي في 11 يناير 1989.